# ليو رايت
ليو رايت (بالإنجليزية: Leo Wright)‏ هو عازف كلارينيت أمريكي، ولد في 14 ديسمبر 1933 في ويتشيتا فولز في الولايات المتحدة، وتوفي في 4 يناير 1991 في فيينا في النمسا.

## وصلات خارجية
- ليو رايت على موقع IMDb (الإنجليزية)
- ليو رايت على موقع ميوزك برينز (الإنجليزية)
- ليو رايت على موقع أول ميوزيك (الإنجليزية)
- ليو رايت على موقع ديسكوغز (الإنجليزية)